# Quäkertum
Das Quäkertum ist eine religiöse Gemeinschaft mit christlichen Wurzeln im England der 1650er Jahre. Als Gründer gilt George Fox, aber auch Margaret Fell, Francis Howgill und James Nayler waren von zentraler Bedeutung in der Gründungsphase. Heute ist das Quäkertum als christliche Denomination zu bezeichnen, wenngleich sich nicht alle Quäker als Christen sehen und es diesbezüglich eine minderheitliche Interpretation des Quäkertums als einer Universalreligion gibt.
Das Wort Quäker (englisch Quaker „Zitterer“) war ein früher Spottname, der für die Mitglieder der Religiösen Gesellschaft der Freunde (englisch Religious Society of Friends), so der formelle Name der Organisation der Quäker, verwendet wurde. Jedoch wurde der Begriff bald von den Mitgliedern selbst adaptiert und ist heute normaler Sprachgebrauch. Das Quäkertum bezeichnet die Gesamtheit der quäkerischen Weltanschauung, Organisationen und Bräuche.
Das religiöse Leben bewegt sich um verschiedene Pole. Eine Grundlage der Weltanschauung der Quäker ist der Glaube, dass das Licht Gottes in jedem Menschen wohne. Die religiöse Wahrheit wird insofern in inneren Erfahrungen gesucht, womit auch die Bedeutung des menschlichen Gewissens und der Menschenwürde betont wird. Demzufolge habe jeder einzelne Mensch einen einzigartigen Wert, woraus sich die intensiven Bemühungen der Quäker verstehen lassen, Erniedrigung und Diskriminierung von Individuen und Gruppen zu verhindern. Andererseits ist man teils streng bibelgläubig bis hin zu wörtlichen Auslegungen und predigt Ehrfurcht und Gehorsam gegenüber dem Willen Gottes. Da die persönliche religiöse Erfahrung und der direkte Gottesbezug im Zentrum stehen, spielen Riten und Klerus eine vergleichsweise nachrangige Rolle. Religiosität und Alltag sind eng verbunden.
Während sich in Ländern wie dem Vereinigten Königreich und Deutschland die ursprüngliche Einheitsgemeinde erhalten hat, kam es in den Vereinigten Staaten zu einer Spaltung des Quäkertums in die drei Hauptströmungen liberal, konservativ und evangelikal, die auch andernorts teilweise Schule gemacht hat. Weltweit gibt es ca. 380.000 Mitglieder. 49 % davon leben heute in Afrika, 22 % in Nordamerika, 14 % in der Karibik und Lateinamerika, 9 % in Europa und dem mittleren Osten; in Asien leben 6 %.
1947 wurde den Quäkern, vertreten durch das American Friends Service Committee (Philadelphia) und das Friends Service Council (London), der Friedensnobelpreis für ihre Hilfsleistungen verliehen.

## Namensgebung
Ursprünglich war das Quäkertum eine eschatologische Erweckungsbewegung, die sich nach Ende des Englischen Bürgerkriegs 1649 aus Dissenters und Seekers herausbildete. In den Anfängen des Quäkertums waren eine ganze Reihe von anderen Namen gebräuchlich, die auch zum Teil den eschatologischen Erweckungsbewegungs-Charakter der Bewegung erkennen lassen. Dies waren unter anderem:
- Friends
- Friends Among
- Friends of the Truth
- Publishers of Truth
- Quiet Helpers
- Saints
- Seekers of Truth
- Society of Friends

Zu der Entstehung des Namens „Quaker“ (bzw. „Quäker“) gibt es keine gesicherte Erkenntnis. George Fox gibt in seiner Biographie die folgende Erklärung dazu:

„Es war Richter Bennet zu Derby, welcher uns zuerst Quäker genannt hatte, weil ich ihnen gesagt hatte, sie müßten erzittern vor dem Wort Gottes. Solches geschah im Jahre 1650.“

Oft liest oder hört man die Behauptung, die Quäker wären für ihr ekstatisches Verhalten bei den Zusammenkünften so benannt worden. Dieser Mythos scheint auf eine Fußnote der Übersetzerin der deutschen Ausgabe der Tagebücher von George Fox zurückzugehen. Dort heißt es:

„Quäkerer, das heißt ‚Zitterer‘, der Spottname, den die Gegner den Freunden anhängten, wegen der in ihren ersten Versammlungen sich einstellenden Konvulsionen.“

An einer anderen Stelle seiner Autobiographie gibt George Fox den Inhalt eines Briefes wieder, den er auf Grund der Spötteleien verfasste:

„Ein Wort vom HERRN an euch, die ihr über das Zittern und Beben spottet; und die ihr solche, welche zittern und beben, verhöhnt, schlagt, bedroht und Verwünschungen gegen sie ausstoßet. Ihr kennet alle die Apostel und Propheten nicht! […] Moses, der Richter über Israel war, zitterte und bebte, als der HERR zu ihm sagte: ‚Ich bin der Gott Abrahams, Isaaks und Jakobs‘ (2. Mose 3). […] Der König David zitterte; und sie verspotteten ihn (Ps. 38) […] Hiob zitterte, bebte; und sie verlachten ihn (Hiob 21) […] Der Prophet Jeremia bebte; es schüttelte ihn, sein Glieder zitterten, und er taumelte hin und her wie ein trunkener Mann (Jer. 23,9), als er die Betrügerei der Priester und Propheten sah, die sich vom HERRN abgekehrt hatten. […] Jesaia sagte: ‚Höret was der HERR sagt, ihr, die ihr erzittert bei seinem Wort‘; und weiter sagt er: ‚Ich sehe an den Elenden und der zerbrochenen Geistes ist und der erzittert bei meinem Wort‘ (Jes. 66,2) […] Habakuk, der Prophet des HERRN zitterte. […] Und Joel, der Prophet des HERRN sagte: ‚Blaset die Posaune zu Zion, erzittert alle Einwohner im Land‘ (Joel 2,1) […] Daniel, ein Diener des Allerhöchsten, zitterte, und er hatte keine Kraft mehr (Dan. 10,16); und er war gefangen, gehasst und verfolgt. […] Hütet euch darum, ihr Großen der Erde, die zu verfolgen, welche man zum Spott Quäker (Zitterer) nennt, die aber in der Kraft Gottes sind, damit sich die Hand des HERRN nicht gegen euch kehret und euch verderbe. Es ergeht das Wort des HERRN an euch: fürchtet euch und zittert und hütet euch! Denn der HERR siehet den an, der erzittert bei seinem Wort (Jes. 66,2); ihr aber die ihr von dieser Welt seid, verspottet, verlacht, verhöhnt, verfolgt ihn und nehmt ihn gefangen. Daran könnt ihr sehen, daß ihr den Propheten und Aposteln zuwider handelt, wenn ihr die hasset, die der HERR ansieht, während wir, die ihr im Spott Quäker nennt, sie achten. Wir ehren und preisen die Macht, die den Teufel erzittern macht, die Erde erbeben läßt und den Stolz und Hochmut niederschmettert, […] Diese Kraft ehren und verkünden wir; aber alle, die spotten und höhnen und peitschen und plagen, die verabscheuen wir; denn alle, die solches tun und es nicht bereuen, werden das Reich Gottes nicht erben, sondern das Verderben (2. Tess. 1). Selig aber sind, die um der Gerechtigkeit willen verfolgt werden; sie werden ihren Lohn im Himmel haben (Matth. 5,12) […].“

Voltaire beschreibt diese Art der Namensgebung in seinem 3. Brief über die Quäker in seinen Lettres philosophiques (1778).
Daraus ist zu sehen, dass die Quäker in erster Linie dafür verspottet wurden, dass sie andere vor dem Gericht Gottes und seinem Urteil warnten, das sie als Sünder zu fürchten hätten. Hier spielen auch die eschatologischen Einflüsse hinein, unter denen die frühen Quäker standen. Das Gericht Gottes wurde nicht in ferner Zukunft erwartet, sondern in absehbarer Zeit. Die Frage, ob ein Mensch zu Lebzeiten, nach seinem Tod oder an einem Jüngsten Tag zur Rechenschaft gezogen werde, wird von Fox nicht dogmatisch beantwortet. In dem Brief wird außerdem das Konzept des Sufferings sehr deutlich, also des Leidens der gerechten Sache wegen.

## Geschichte

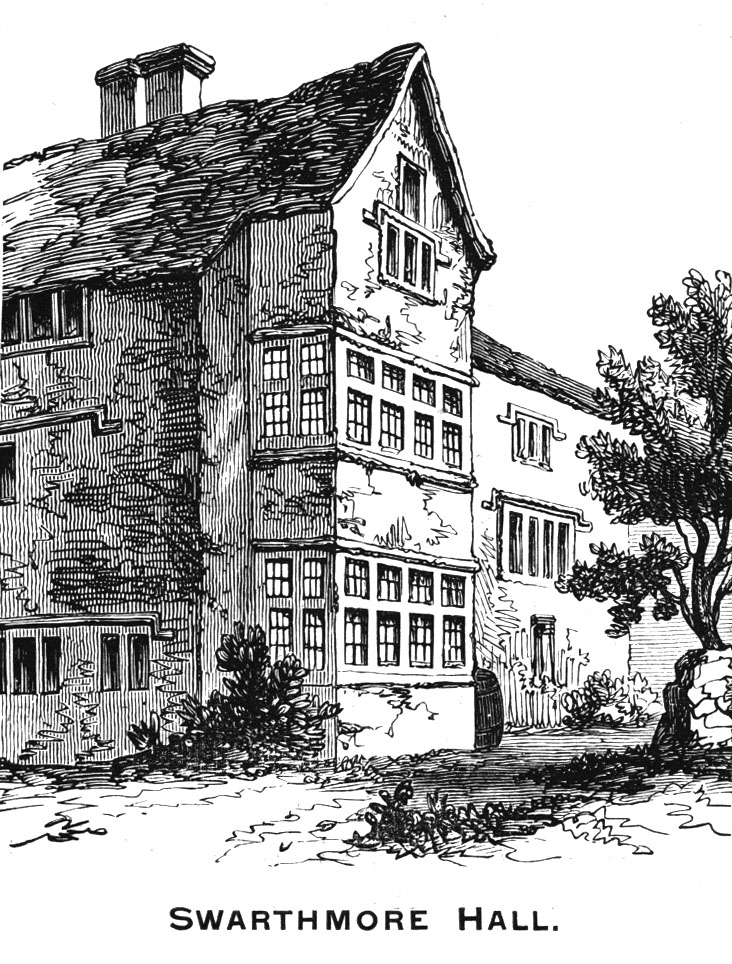
Swarthmoor Hall, von Thomas Fell der Quäkerbewegung als erster Versammlungsort zur Verfügung gestellt

Nachdem der Quaker Act 1662 die Versammlungen von Quäkern in England verboten hatte, ermöglichte der Toleration Act von 1689 eine nachhaltige Konstituierung. Schon 1676 formulierte die Apology von Robert Barclay theologische Grundsätze auf akademischem Niveau und trug so zur Profilbildung bei. Im gleichen Jahr wurde das Meeting for Sufferings von dem ein Jahr zuvor gegründeten London Yearly Meeting organisiert, um Maßnahmen gegen die Verfolgungen zu koordinieren. Bis dahin wurden die regen Missionstätigkeiten von Margaret Fell in Swarthmoor Hall organisiert. Schon 1657 reichten die Missionsreisen bis zum Sultan von Konstantinopel. Und ein Jahr später wurde sogar versucht, den Papst Alexander VII. in Rom selbst zu bekehren (was für einen der zwei Missionare tödlich endete, während der zweite nur mit Mühe und Not über diplomatische Wege befreit werden konnte). Ein wichtiger Meilenstein war das so genannte Heilige Experiment, als William Penn von König Karl II. im Jahre 1681 zur Begleichung einer größeren Geldschuld ein riesiges Gebiet in der nordamerikanischen Wildnis vermacht bekam und zum dortigen Gouverneur ernannt wurde. In der später als Pennsylvania bekannt gewordenen Kolonie galt nun die Religionsfreiheit, nicht nur für Quäker.

### Erste Spaltung
Um das Jahr 1827 kam es in Nordamerika zur ersten großen Spaltung zwischen den sogenannten Hicksites und den orthodoxen Quäkern. Im Laufe der Zeit ergaben sich weitere Spaltungen und Wiedervereinigungen.
Heute kann man drei Hauptströmungen unterteilen: evangelikal, konservativ und liberal. Diese Gruppen unterscheiden sich in ihren Ansichten zum Teil erheblich. Das zeigt die folgende tabellarische Übersicht:
| Evangelikal                                                        | Konservativ                                                           | Liberal                                                                              |
| ------------------------------------------------------------------ | --------------------------------------------------------------------- | ------------------------------------------------------------------------------------ |
| Spirituelle Erfahrung ist gleichrangig mit der Bibel.              | Spirituelle Erfahrung ist wichtiger als die Bibel.                    | Spirituelle Erfahrung ist allein ausschlaggebend.                                    |
| definiert sich durch Glauben                                       | definiert sich durch Glauben und Form                                 | definiert sich durch Methoden/Form                                                   |
| Man versteht sich primär als Christ.                               | Man versteht sich primär als Quäker.                                  | Man versteht sich primär als Quäker.                                                 |
| christlich                                                         | christo-zentrisch                                                     | christlich, post-christlich und non-theistisch                                       |
| Biblische Heilsgeschichte gilt als komplett und unumstößlich wahr. | Biblische Heilsgeschichte gilt als komplett und unumstößlich wahr.    | dem Einzelnen überlassen, ob er biblische Texte (teils) wörtlich versteht oder nicht |
| Es gibt im Gottesdienst eine Liturgie oder ein Programm.           | Keine Liturgie oder Programm                                          | Keine Liturgie oder Programm                                                         |
| Es gibt ein personelles Pastoren-Amt zur Leitung der Gemeinde.     | Priestertum aller mit unsichtbarer Führung (durch den Heiligen Geist) | Priestertum aller mit unsichtbarer Führung (durch den Heiligen Geist)                |
| Christliche Mission wird als Pflicht verstanden.                   | Begrenzte Öffentlichkeitsarbeit wird als Pflicht verstanden.          | Öffentlichkeitsarbeit wird als verzichtbar erachtet.                                 |
| traditionelle christliche Einstellung zur Sexualmoral              | teils traditionelle, teils liberale Ansichten zur Sexualmoral         | liberale Ansichten zur Sexualmoral                                                   |

### Säkulare Quaker
Im heutigen Quäkertum gibt es Mitglieder, die sich nicht mehr als christlich verstehen oder als gläubig bezeichnen. Dies ist vor allem im liberalen Quäkertum anzutreffen. Sie bilden keine eigene in sich geschlossene Gruppe, sondern sind eine größer werdende Strömung innerhalb des Quäkertums. Sie werden zum Teil als Nontheistisch Quäker, Universalistisch Quäker, Humanist Quaker, Post-Christian Quakers oder Liberal-Liberal Quakers bezeichnet.
T. Vail Palmer nennt als frühes Beispiel den Quäker Arthur Ernest Morgan (1878–1975), der seiner Ortsgemeinde (engl. monthly meeting) erklärte, dass er keinen Beweis für die Existenz Gottes gefunden habe, und dies auch für irrelevant betrachte. Laut einer Untersuchung der Universität Birmingham, sagen 14 % der Britischen Quäker von sich, Atheisten zu sein. 43 % sagen, dass sie sich „nicht in der Lage fühlten, ihren [/einen] Glauben an Gott zu bekennen“.
Von Seiten der theistischen-konservativen Quäker befassten sich in letzterer Zeit die Quäker-Autoren Benjamin Wood und Mark Russ in ihren Büchern intensiv mit diesem Phänomen.

### Gemeinsame Schnittmenge
Auf Grund des breiten Spektrums an theologischen Auffassungen ist es schwer, Allgemeingültiges über das Quäkertum auszusagen. Der kleinste gemeinsame Nenner dürfte das sein, was als Quäkerzeugnisse bezeichnet wird. Das „Historische Friedenszeugnis“ ist das einzige, was davon auch schriftlich fixiert wurde. Als weitere Zeugnisse sind unter Quäkern das „Zeugnis der Einfachheit“, das der Gleichheit und das der Wahrhaftigkeit allgemein anerkannt. Da diese Zeugnisse keine theologischen Aussagen machen (bis auf das historische Friedenszeugnis von 1660), können sich auch säkulare Quäker damit identifizieren.

## Quäkerzeugnis
Die Ursache für die kaum ausgeprägte Dogmatik im Quäkertum ist in der Betonung und Gewichtung der persönlichen Erfahrung/Offenbarung zu sehen. Ein (unter Quäkern) oft zitierter Ausspruch soll das verdeutlichen:

“You may say Christ saith this, and the apostles say this, but what canst thou say? Art thou a child of the Light and hast thou walked in the Light, and what thou speakest is it inwardly from God?”

„Ihr mögt sagen: Christus hat dies gesagt und die Apostel jenes – aber was kannst du selbst sagen? Bist du ein Kind des Lichts und bist du im Licht gewandelt, und was du sprichst, ist es im Innersten von Gott?“

Die Bibel steht bei den frühen und den konservativen Quäkern an zweiter Stelle nach der persönlichen Offenbarung. Bei den liberalen Quäkern ist die Bibel zum Teil optional neben der eigenen spirituellen Erfahrung. Bei evangelikalen Quäkern ist die Bibel der persönlichen Erfahrung gleichgestellt und darf dieser auch nicht widersprechen.

## Theologie
Identitätsstiftende Wirkung haben auch die so genannten Ratschläge und Fragen, durch die die Mitglieder und Versammlungen aufgefordert werden, sich und ihr Handeln zu prüfen. Diese Ratschläge und Fragen sind aber nicht einheitlich unter den verschiedenen Flügeln des Quäkertums. Und sie werden auch ständig weiterentwickelt. Ursprünglich, zu den Zeiten der heftigen Verfolgungen, wurden die Ratschläge und Fragen vom Meeting of suffering vom London Yearly Meeting erstellt und landesweit verschickt. Im Vordergrund der Fragen stand damals, ob die Mitglieder trotz der Verfolgung an den Zeugnissen festhielten. Es wurde auch erfragt, wie viele in Gefängnissen saßen oder erschlagen worden waren, ob Güter konfisziert worden waren und ob Geld gebraucht wurde, sei es wegen Händler-Boykotten, sei es für Gerichtsverfahren oder Hinterbliebene. Als die Verfolgung für die meisten Quäker – für sie persönlich – nicht mehr im Vordergrund stand, wurden die Fragen und Ratschläge angepasst.
Bei der Glaubenspraxis der Quäker kann man heute grob zwei Lager ausmachen. Den evangelikalen Quäkern mit ihrem sogenannten programmierten Gottesdienst und dem Pfarramt stehen die konservativen und die liberalen Quäker gegenüber, die an der ursprünglichen Form des Gottesdienstes der frühen Quäker festhalten und einen sogenannten unprogrammierten Gottesdienst haben und weiterhin auf hauptamtliche Prediger – also Pastoren – verzichten. Ein programmierter Gottesdienst hat einen geplanten Ablauf, eine unprogrammierte Andacht enthält lange Phasen des Schweigens, spontane Redebeiträge und keine (geplanten) musikalischen Elemente.

## Bräuche und Organisation
Durch die Zersplitterung in den letzten anderthalb Jahrhunderten gibt es zahlreiche Quäkerorganisationen, die jeweils die eine oder andere Strömung zu vereinnahmen versuchen. Dazu kommt noch eine Reihe von Organisationen mit Lobby-Charakter, die sich für bestimmte gesellschaftliche oder politische Ziele einsetzen und die über den inneren theologischen Differenzen stehen. Als Beispiel sei hier das Quaker United Nations Office (QUNO) genannt.
Es gibt für Quäker daher keine Unterscheidung zwischen profanen Orten und Zeiten und ihren „heiligen“ Pendants – selbst die gebräuchliche Benennung der Wochentage wird bis heute durch die Bezeichnungen first day, second day usw. ersetzt. Charakteristisch ist die relative Rituallosigkeit oder -armut der Quäkergemeinden. Bei der traditionellen Versammlung (unprogrammed worship) versammeln sich die Freunde zu einer meist völlig stillen Andacht. Seit dem 19. Jahrhundert wurden unter dem Druck vieler Konversionen zu den protestantischen Gemeinschaften allerdings Gottesdienste nach protestantischem Vorbild mit Lesung, Gesang und teils einer Phase der schweigenden Andacht entwickelt (programmed worship). Die Mehrheit der Quäkergemeinschaften im Süden und Mittleren Westen der USA, in Afrika und Lateinamerika hält heutzutage solche programmed worships ab.
Zur Organisation des Quäkertums in Deutschland siehe:

### Externe Weblinks
- Anne Kampf: Freikirchen: Die Religiöse Gesellschaft der Freunde (Quäker), Website evangelisch.de (23. November 2015).
- Carsten Claussen: Quäker / Religiöse Gesellschaft der Freunde, Website konfessionskunde.de.
- Informationen der Nobelstiftung zur Preisverleihung 1947 an die Quäker (englisch)